# Aristóbulo Kois
Aristovoulos Kois (Grecia: Αριστόβουλος Κόης) (nacido en 1869, Chrysovitsa, Agrinio), conocido como Valtsas, fue un oficial griego y rebelde en la lucha macedonia de principios del siglo XX. 
Kois nació y creció en Chrysovitsa, Agrinio en 1869. Como oficial, Aristovoulos Kois y sus soldados se rebelaron en Macedonia en 1907. En 1907 actuó junto con Vasilios Papakostas, Dimitrios Kosmopoulos, Georgios Galanopoulos y Athanasios Minopoulos en el área de Halkidiki bajo la dirección del Consulado griego en Salónica y el Metropolitano de Cassandria Ireneo. Kois luchó en la zona hasta el 13 de mayo de 1908, cuando con parte del destacamento de Panagiotis Papatzanetea ocupó la zona de la bahía de Kalamitsi en Halkidiki.  
Participó en la Primera y segunda guerra de los Balcanes, la Primera Guerra Mundial y la Guerra Griego-Turca (1919-1922). Posteriormente, fue dado de baja con el grado de Subteniente de Infantería. 